# Окултација бисексуалности
Окултација бисексуалности или бисексуална невидљивост је процeс у коме се добровољно отклања сваки траг бисексуалности. Овај процес се употребљава у литератури, историји, универзитетским радовима, медијма као и у свим инструментима који могу послужити као примерна информација. Ако се примети да је на неком раду извршена окултација онда можемо рећи да се ради о бифобији. Од 1970. организације за заштиту права бисксуалаца се боре против овог процеса.

## Предрасуде
Како би се уочила окултација потребно је видети како је књига написана. Према писању књиге, ако су две особе различитог пола онда су хетеросексуалци, ако су две жене у питању онда су лезбијке а ако су два мушкарца онда су хомосексуалци. Ни у ком случају није приказано да баш те особе могу бити бисексуалци. У многим земљама бисексуалност је груписана као „фаза” између хетеросексуалности и хомосексуалности.

## Борба против окултације бисексуалности
У 20. веку долази до удруживања бисексуланих особа у организације које се против ове појаве боре не само у оквиру ЛГБТ+ покрета већ и друштва у целини. Године 2014. Хафингтон пост је образложио да најбољи начин одбране од окултације је већа видљивост бисексуалаца.